# Natacha Atlas, la rose pop du Caire
Pour plus de détails, voir Fiche technique et Distribution.
Natacha Atlas, la rose pop du Caire  est un documentaire franco-égyptien réalisé en 2007.

## Synopsis
Au départ d’un concert à St Nazaire jusqu’au tumulte originel du Caire, en passant par Londres, le film compose en plusieurs fragments, plusieurs « tableaux », le portrait musical et intimiste d’une grande crooneuse des sables, Natacha Atlas. D’une migration à l’autre, un seul voyage, une seule rêverie mélancolique entre Orient et Occident. Sur les traces d’une rose pop…

## Fiche technique
- Réalisation : Fleur Albert
- Production : La Huit Production, Télénantes, Festival des Escales de Saint Nazaire
- Scénario : Fleur Albert
- Image : Nara Kéo Kosal
- Musique : Natacha Atlas
- Son : Jean-Paul Guirado, Michael Whitehouse
- Montage : Stéphanie Langlois